# Saiveljärvi
Saiveljärvi är en sjö i Finland. Den ligger i kommunen Sodankylä i landskapet Lappland, i den norra delen av landet, 800 km norr om huvudstaden Helsingfors. Saiveljärvi ligger 219 meter över havet. Arean är 2,18 kvadratkilometer och strandlinjen är 7,47 kilometer lång. Sjön  ingår i Kemi älvs huvudavrinningsområde.   
I övrigt finns följande vid Saiveljärvi:
- Satojärvi (en sjö)